# دروغ سفید (فیلم)
دروغ سفید (به انگلیسی: White Lies) فیلمی به کارگردانی دانیس تانویچ، و با بازی عمران هاشمی محصول سال ۲۰۱۴ است.موسیقی فیلم توسط پریتام پاکرابوتی ساخته شده.
این فیلم تولید مشترک میان آنورگ کشایپ فیلم، شرکت تولیدی فرانسوی ASAP فیلم، DAR Motion Pictures و Sikhya Entertainmentاست.

## بازیگران
- عمران هاشمی در نقش آیان
- گیتانجالی تاپا
- سوپریا پاتاک
- دنی هوستون
- عادل حسین
- مریم دآبو[۵]

## طرح
فیلم دربارهٔ مردی پاکستانی از طبقه متوسط به نام آیان (عمران هاشمی)است که عیله فساد شرکت‌های بزرگ مبارزه می‌کند.

## تصویربرداری
بیشتر تصویربرداری‌ها در پاتیالا، پنجاب انجام شده و مقدار کمی سکانس‌ها تا ژوئن ۲۰۱۳ باقی‌مانده‌است.